# M̄
La M con macrón (Mayúscula: M̄ minúscula: m̄), es una letra usada en las romanizaciones ISO 233-1 de la Escritura árabe, la romanización Peh-oe-ji para min nan así como en dorig, en mwotlap y en vurës.  También se utiliza a veces en Yoruba. También se utiliza en la romanización del karosti.  Esta es la letra M diacrítica con un macrón.

## Uso
La m̄ se utiliza en la ortografía de algunas lenguas oceánicas habladas en Vanuatu como dorig, mwotlap y vurës. Representa el sonido ŋ͡mʷ.
En la romanización ISO 233-1 de la Escritura árabe, m̄ translitera mīm en šaddah «مّ», el mīm se translitera con la m y el šaddah con el macron arriba.

## Codificación
La M con macrón se puede representar en Unicode con los siguientes caracteres:
| forma     | representación | Puntos de código | descripción                         |
| --------- | -------------- | ---------------- | ----------------------------------- |
| Mayúscula | M̄              | U+004D U+0304    | Letra mayúscula latina M con macrón |
| minúscula | m̄              | U+006D U+0304    | Letra minúscula latina M con macrón |